# Salon indien du Grand Café

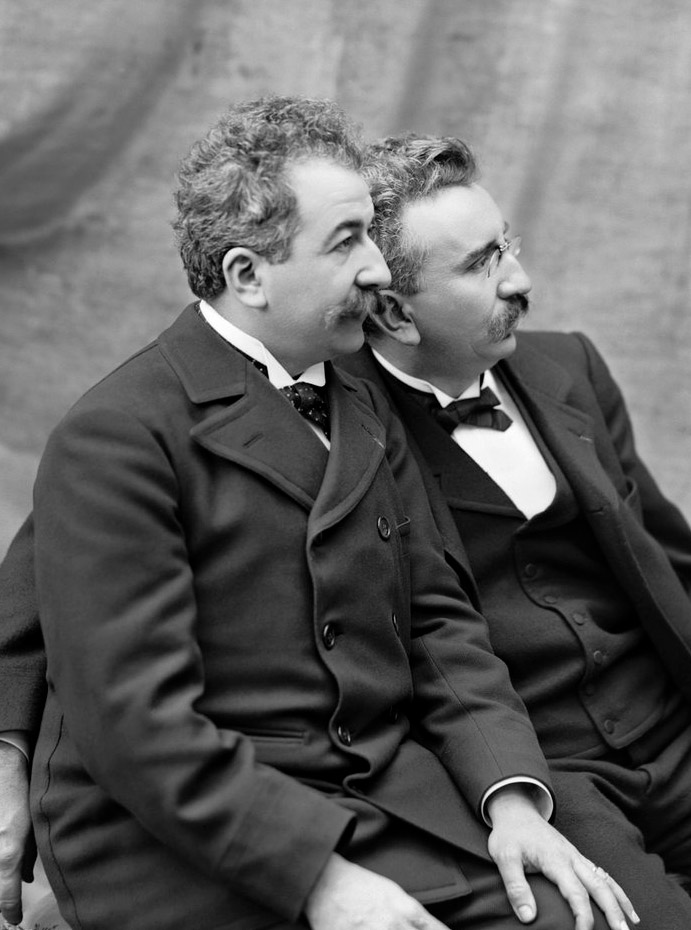
Els germans Lumière

Le Salon indien du Grand Café fou una sala situada al soterrani del Grand Café, en el número 14 del Boulevard des Capucines, a París. El 28 de desembre de 1895 va acollir la primera projecció cinematogràfica de la història.
Després d'exhibir el cinematògraf pels principals cercles científics de França, els Lumiére es van proposar realitzar la primera exhibició comercial del invent, així com de les pel·lícules que havien enregistrat. Amb aquest propòsit, Antoine Lumière encarregà al fotògraf Clément Maurice que trobés un lloc propici per l'esdeveniment. Maurice escollí el Salon Indien, un local petit que responia a les perspectives dels Lumiére, que no creien que la presentació arribés a ser un èxit. El propietari del Grand Café, que compartia l'escepticisme dels Lumiére, va rebutjar l'oferta que li van fer Antoine Lumière i Clément Maurice d'un vint per cent del ingressos, reclamant en canvi trenta francs diaris, en un contracte anual.
A aquesta breu projecció, de deu pel·lícules, assistí el futur cineasta Georges Méliès. Posteriorment, la sala va acollir projeccions molt més exitoses que aquesta primera.
Les pel·lícules presentades foren:
1. La sortida dels obrers de la fàbrica Lumière (Sortie des Usines Lumière à Lyon)
2. Baralla de nens (Querelle de bébés)
3. La font de les Teuleries (Le bassin des Tuileries)
4. L'arribada d'un tren (L'arrivée d'un train), pel·lícula tractada amb profunditat de camp
5. El regiment (Le régiment)
6. El ferrer (Le Maréchal-Ferrant)
7. La partida de cartes (La partie d'écarté)
8. Destrucció de les males herbes (Mauvaises herbes)
9. Enderroc d'un mur (Le mur)
10. El mar (La mer)